# Flextronics

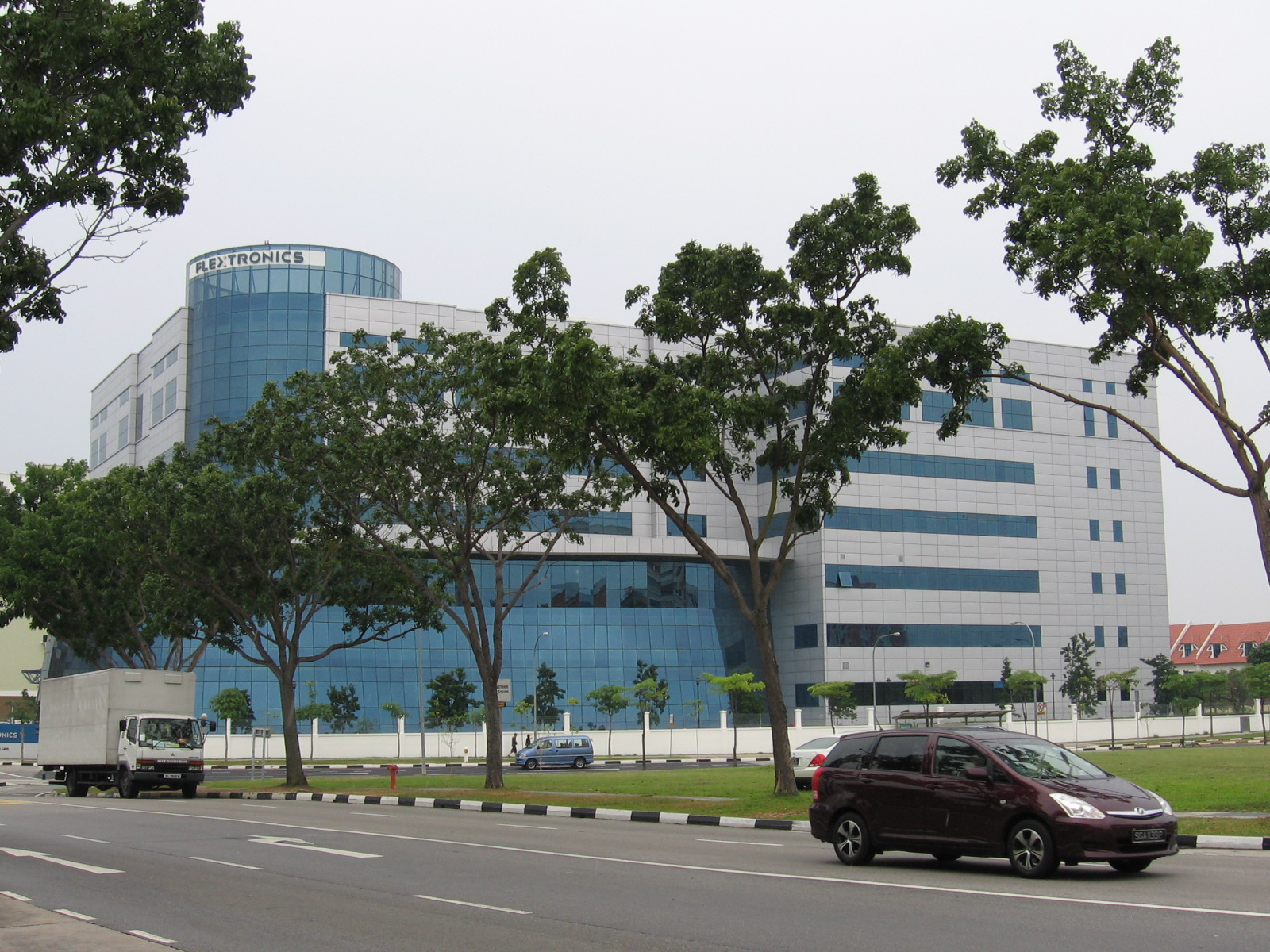
pand van Flextronics

Flextronics (voluit: Flextronics International Ltd.) is een oorspronkelijk Amerikaans en tegenwoordig Singaporees bedrijf dat elektronische en mechanische apparatuur assembleert en verpakt in opdracht van grote producenten die delen van hun proces uitbesteden. Daarnaast levert het ook logistieke diensten zoals opslag en transport, alsmede service aan klanten van deze grote producenten, die Original Equipment Manufacturers (OEMs) worden genoemd.

## Geschiedenis van het concern
De onderneming werd in 1969 opgericht te Silicon Valley door Joe MacKenzie. Nadat het bedrijf in 1980 aan enkele andere investeerders was verkocht, werd in 1981 een vestiging te Singapore geopend.
In 1987 kwam het bedrijf op de beurs. In 1990 werd het verkocht aan het management, waarbij de zetel te Singapore werd gevestigd. In 1994 ging het bedrijf opnieuw naar de beurs.
In 1996 werd de assemblagefabriek te Richardson, Texas, gesloten. Vervolgens volgden enkele overnames, zoals de Astron Groep en FICO plastics, beide uit Hongkong, en een fabriek van Ericsson te Karlskrona.
Op 4 juni 2007 nam Flextronics het concern Solectron over. Solectron verzorgde klantenservice voor grote fabrikanten zoals Dell en Hewlett Packard. Flextronics was daarmee gevestigd in 35 landen en had 200.000 medewerkers.

## Nederland
De Nederlandse vestiging te Venray dateert van 2001. Toen werd de productie-afdeling van Xerox overgenomen als het gevolg van het wereldwijde afstoten van Xerox' productiefaciliteiten. Dit bedrijf, dat eveneens in Venray is gevestigd, maakt fotokopieerapparaten. Aanvankelijk werkten hier 1500 mensen. Daarna is het werk geleidelijk verplaatst naar de vestiging van Flextronics in Maleisië.
Sinds 1 juli 2015 is ook Mirror Controls International (MCi) onderdeel van Flextronics. MCi startte in 1935 als Industrie Koot Utrecht (IKU) en legde zich in de jaren 70 toe op de productie van actuatoren ten behoeve van autospiegels. Koot was de uitvinder van de eerste spiegelactuator en leverde deze in 1972 aan BMW. MCi heeft haar hoofdkantoor in Woerden en produceert inmiddels meer dan 80 miljoen spiegelactuatoren per jaar in fabrieken in Ierland, Mexico en China. In 2017 werken er 1200 werknemers voor MCi wereldwijd. Het bedrijf was in het verleden onderdeel van Eaton en later in handen van durfinvesteerder Egeria.